# La canzone del capitano
La canzone del capitano è il primo singolo discografico di DJ Francesco.

## Descrizione
Il brano è stato scritto da Francesco Facchinetti, Alberto Rapetti e Davide Primiceri e prodotto da Claudio Cecchetto; venne pubblicato nella primavera 2003 ed ebbe un ottimo successo, riuscendo a partecipare al Festivalbar e diventando uno dei tormentoni della stagione. La melodia del ritornello deriva da quella di El Capitan, singolo del 2001 del gruppo ska punk statunitense OPM.
Il brano è, con oltre 1 600 000 copie vendute, il singolo più venduto in Italia nel XXI secolo. Il singolo, dopo aver avuto una massiccia programmazione radiofonica, esordisce nella top 20 dei singoli più venduti in Italia il 22 maggio 2003, alla dodicesima posizione. Dopo essere rimasta diverse settimane altalenante in top 10, La canzone del capitano sale alla terza posizione, dove rimarrà per sei settimane. Alla fine dell'anno, il singolo risulterà essere il 17° più venduto nel 2003 in Italia. Inoltre il singolo risulterà essere anche il più venduto in Italia dall'etichetta discografica di DJ Francesco, la Universal Records.

## Video musicale
Il video vede protagonista DJ Francesco nei panni del capitano di un vascello, dove i membri della ciurma sono esclusivamente ragazze in bikini. Il video è stato girato da Gaetano Morbioli in 35 mm, nei pressi di un parco acquatico sul lago di Garda.

## Tracce
1. La canzone del capitano (Capi wawa Remix) – 3:26
2. La canzone del capitano (Original Mix) – 3:58
3. La canzone del capitano (Dabo Pan Remix) – 4:20
4. La canzone del capitano (Dabo Pan Extended Remix) – 3:15

## Classifiche
| Classifica (2003) | Posizione massima |
| ----------------- | ----------------- |
| Italia            | 3                 |